# Mi destino (álbum de Jorge González)
Mi destino: Confesiones de una estrella de rock es el tercer álbum solista del exlíder y vocalista de la banda chilena Los Prisioneros, Jorge González, publicado el 5 de noviembre de 1999 bajo el sello de la discográfica Alerce.
Fue grabado con Pro Tools en casa de la madre de González y producido por Atom Heart. Con un tono autobiográfico, íntimo, y un sonido totalmente renovado, que fusiona el rock con la experimentación electrónica, en el disco se puede percibir el peso de los recuerdos de la infancia de González.
Álvaro Henríquez participó como vocalista invitado en «El viejo que bailaba el nuevo estilo de baile» (el título y riff hacen referencia a la canción «Un nuevo baile» de Emociones Clandestinas). En «Corre como el agua", compuesta en homenaje a Víctor Jara y con sonoridades que recuerdan a Los Jaivas, intervino el padre de González, Coke Rey (Jorge González Ramírez).
Muchas canciones están cargadas de ironía y crítica: la autoparódica «Me pagan por rebelde»; «Allende vive»; «Envidia», que ironiza sobre su supuesto intento de suicidio en 1999 («Esta mañana el conocido cantante Jorge González fue hallado muerto en su habitación y no se saben exactamente las causas del fallecimiento, pero informaremos pronto aquí en El Diario de Cooperativa»), y «Pidiendo perdón», dedicada en forma sarcástica al exdictador Augusto Pinochet, que en ese entonces se encontraba arrestado en Londres.
El álbum incluye también una versión en español de «The Air That I Breathe», de Albert Hammond («Necesito poder respirar»).
El proceso de promoción se vio interrumpido luego de que, en marzo de 2000, González decidiera internarse voluntariamente en una clínica de desintoxicación en Cuba, para superar su adicción a la cocaína.
En 2012 fue reeditado en formato vinilo con la sustracción de «Nunca más» y «Caszely». Este último tema es el más largo de Jorge González como solista, con nueve minutos y diecisiete segundos, superando por siete segundos a «La muerte de Santiago», de El futuro se fue.
De este álbum, solo fueron interpretadas en vivo las canciones Me pagan por rebelde, Necesito poder respirar, Allende vive, Pidiendo perdón, Blanca Blanca, Carita de gato, Corre como el agua y Nunca más.

## Listado de canciones
Todas las canciones escritas y compuestas por Jorge González, excepto donde se indique. 
| N.º   | Título                                                                       | Duración |  |
| 1.    | «Me pagan por rebelde»                                                       | 4:28     |  |
| 2.    | «Envidia»                                                                    | 4:33     |  |
| 3.    | «El viejo que bailaba el nuevo estilo de baile» (González, Álvaro Henríquez) | 3:08     |  |
| 4.    | «Necesito poder respirar» (Albert Hammond)                                   | 4:33     |  |
| 5.    | «Allende vive (y yo sé dónde (y no les voy a decir))»                        | 6:32     |  |
| 6.    | «Pidiendo perdón»                                                            | 6:28     |  |
| 7.    | «Carita de gato»                                                             | 4:28     |  |
| 8.    | «Blanca Blanca»                                                              | 6:05     |  |
| 9.    | «Corre como el agua»                                                         | 5:05     |  |
| 10.   | «Nunca más»                                                                  | 4:42     |  |
| 11.   | «Caszely»                                                                    | 9:17     |  |
| 61:47 |                                                                              |          |  |

## Personal
- Jorge González: voz, guitarra, bajo, batería, teclados.

Músicos invitados
- Álvaro Henríquez: voz en «El viejo que bailaba el nuevo estilo de baile».
- Coke Rey: voz en «Corre como el agua».
- Carlos Cabezas: teclado en «El viejo que bailaba el nuevo estilo de baile».
- Atom Heart: batería en «Me pagan por rebelde» y «Envidia».